# Lokvine
Lokvine (en cyrillique : Локвине) est un village de Bosnie-Herzégovine. Il est situé sur le territoire de la ville de Zenica, dans le canton de Zenica-Doboj et dans la fédération de Bosnie-et-Herzégovine. Selon les premiers résultats du recensement bosnien de 2013, il compte 888 habitants.

## Géographie
Le village est situé à la confluence du Janjački potok et de la Kočeva, un affluent de la Bosna.

## Démographie

### Évolution historique de la population dans la localité
| 1948 | 1953 | 1961 | 1971 | 1981 | 1991 | 2013 |
| ---- | ---- | ---- | ---- | ---- | ---- | ---- |
| -    | -    | 519  | 665  | 462  | 940  | 888  |

|  |

### Communauté locale
En 1991, la communauté locale de Lokvine comptait 3 138 habitants, répartis de la manière suivante :